# Profiled
Profiled è un disco-intervista della band hard rock britannica Led Zeppelin, pubblicato dalla Atlantic Records il 21 settembre 1990. 
Profiled è un disco a fine esclusivamente promozionale pubblicato per accompagnare il successivo box set. 
Nel 1992 è stato pubblicato come parte della compilation Remasters.
Nell'intervista vengono ripercorse le tappe principali della carriera della band, dagli esordi, al successo mondiale, fino alla tragica morte del batterista John Bonham.

## Tracce
1. Led Zeppelin Profile - compilation di vari pezzi delle interviste successive e brevi pezzi delle loro canzoni
2-8. Station Liners - brevi "assaggi" registrati da Jimmy Page per essere suonati in radio
9-20. Interview: Jimmy Page - intervista al chitarrista Jimmy Page
21-32. Interview: Robert Plant - intervista al cantante Robert Plant
33-43. Interview: John Paul Jones - intervista al bassista John Paul Jones